# Juillé (Deux-Sèvres)
Juillé é uma comuna francesa na região administrativa da Nova Aquitânia, no departamento de Deux-Sèvres. Estende-se por uma área de 4,87 km². Em 2010 a comuna tinha 102 habitantes (densidade: 20,9 hab./km²).